# Ferdinand Rumpelt
Emil Adolf Ferdinand Rumpelt, Pseudonym: Emil Walther (* 6. Februar 1820 in Dresden; † 30. August 1888 ebenda), war ein deutscher Theaterschauspieler und Autor.

## Leben und Wirken
Er war der Sohn des promovierten Mediziners Karl August Ferdinand Rumpelt. Ein Studium der Rechtswissenschaft an der Universität in Leipzig brach er ab und war zunächst dort als Schriftsteller und Journalist tätig, bis er nach Berlin wechselte. Er wandte sich der Schauspielerei zu und debütierte am Hoftheater Weimar. Es folgten 1845 das Königstädtische Theater in Berlin, dann Auftritte in Detmold, Königsberg und Halle. Schließlich ging er 1847 an das Hoftheater Dresden, dem er bis zu seinem Tod verbunden blieb. 
Rumpelt schrieb mehrere Romane und 1870 das Fachbuch Der Schauspielerberuf in künstlerischer, gesellschaftlicher und sittlicher Beziehung. Er war Freimaurer und nannte sich ab 1841 nach dem Mädchennamen seiner Mutter Emil Walther.
Der Kaufmann Georg Ferdinand Walther Rumpelt war sein Sohn.